# Čachtická paní (román)
Čachtická paní je historicko-dobrodružný román, který napsal roku 1932 slovenský romanopisec Jožo Nižnánsky.

## Obsah
Děj se odehrává na počátku 17. století v Uhrách na území dnešního Slovenska a to nejčastěji v okolí Čachtic. Některé situace se však řeší i v Prešpurku (Bratislavě) a na mnoha jiných místech. Celý příběh se odehrává zhruba v období jednoho roku.
Román vychází z pověstí o Alžbětě Báthoryové, jakožto sadistické hraběnce koupající se pro zachování své vlastní krásy v krvi mladých dívek. Příběh v knize vypráví o odvážných zbojnících bojující proti krutostem zlé hraběnky. Po mnoha útrapách, střetech s pandury a hajduky, záchranných akcích unesených dívek a úniků před oprátkou se jim, za pomocí jejich spojenců, podaří přimět palatina Juraje Thurza vyšetřit tuto záležitost. Palatin neočekávaně přijede do Čachtic, kde přistihne Alžbětu Báthoryovou při činu a nakáže jí doživotní uvěznění v podzemí jejího hradu.
Autor ke knize přistupuje jakožto k faktům bohatě rozvitému svou vlastní fantazií a snaží se vytvořit vhodný dobový historický rámec do něhož zasazuje děj.

## Postavy
V knize se vyskytuje celá řada postav. Mnohé z nich skutečně existovaly a většina okrajových postav je zde zmíněna právě za účelem lepší konkretizace doby a prostředí.
Někdy je těžké rozlišit důležitost postav, protože mezi nimi existují spletité vztahy.

### Hlavní postavy
Alžběta Báthoryová je brutální žena bez srdce a bez skrupulí, která se vyžívá v týrání. Jelikož má moc, nemusí se obávat , že by se na její krvavé zločiny jen tak přišlo. Má celou řadu služebníků, kteří jí pomáhají páchat její hrůzné činy. Jako například Ficko. Ten je velmi podlý a zrádný, vzhledem velmi odporný, zakrslý, chlupatý s hrbem na zádech. Na hraběnčiny rozkazy podniká množství honů na zbojníky, jejichž vůdcem je silný, urostlý a odvážný Andrej Drozd. Přidává se k nim i Jan Kalina, který studoval na wittenberské univerzitě, ale když zaslechl zvěsti o čachtickém krveprolévání, přijel chránit svou matku a vypátrat svou sestru Magdu, jež zmizela za podivných okolností. Je velmi chytrý a díky tomu se svými druhy zinscenují řadu úspěšných a promyšlených plánů. Daří se jím také kvůli celé řadě spojenců jako je Jan Ponicenus, vážený a moudrý čachtický protestantský farář, a Janův kamarád Pavel Lederer, který se nechá zaměstnat jako hradní zámečník a získá si Fickovu důvěru, čímž má přístup k cenným informacím. Na svou stranu si získají i mladou krásku Eržiku Príborskou, utajenou nemanželskou dceru Alžběty Báthoryové, která se zamiluje do Andreje Drozda.

## Struktura literárního díla

### Vypravěč
Příběh je vyprávěn převážně v 3. osobě. Výjimku tvoří občasně vložená stránka z čachtické farské kroniky. V tomto případě můžeme mluvit o ich-formě, kdy je vypravěčem jedna z postav a to farář Jan Poniceus.

### Kompozice
Text je rozdělen do 21 hlavních kapitol, přičemž se každá z nich skládá ještě z dalších podkapitol (kolem 10 na kapitolu).
Můžeme mluvit o paralelní kompozici, neboť se v celém příběhu objevuje spousta rozmanitých osudů, zápletek a dobrodružství jednotlivých postav a jejich rozuzlení. Přes to nevzniká zmatek, děj má naopak velmi rychlý spád, je velmi poutavý a napínavý.
Co se motivů týče, nejvýznamněji figuruje motiv usilovného boje dobra proti zlu. Dále se můžeme setkat ještě s jinými dobrodružnými a také romantickými motivy.

### Jazyk a jazykové prostředky
Stylový ráz textu je neutrální. Kniha je psána spisovně, občasně se můžeme setkat s knižním výrazem či historismem, které mají funkci lepšího nastínění doby. Za tímto účelem je také někdy užita inverze v přímé řeči. Neboť je v textu mnoho rozhovorů, je užití přímé řeči četné. Užívána je ale i řeč nepřímá, nevlastní přímá a autorská. Vyskytují se jak krátké věty jednoduché, tak složitá souvětí.
Tropy vyskytující se v textu jsou např. přirovnání, ironie(v přímé řeči), personifikace (při popisu prostředí), dysfemismus, litotes aj. V částech textu o zbojnících je zřejmé silně meliorativní zabarvení, pejorativní je naopak užito např. při popisu krveprolévání či Fickovy osoby. Co se týče použití figur setkat se můžeme např. s asyndetonem, zeugmou, kakofonií, eufonií, aj. Účelem těchto uměleckých prostředků je vyvolat silnější pocity a lepší představitelnost situace.

## Pokračování
Josef Nižnánsky napsal v 30. letech celou řadu historických dobrodružných románů a mezi nimi je také z roku 1937 Žena dvou mužů, která je volným pokračováním k titulu Čachtická paní. Vypráví o nešťastném manželství Zuzany Forgáčové s Františkem Revayem. Děj je zasazen do doby krátce po odhalení zločinů Alžběty Báthoryové, má stejné pozadí a setkáváme se v něm s dalšími osudy některých postav z knihy Čachtické paní.